# Signe Häggman
Signe Amalia Häggman, född 29 april 1863 i Jyväskylä, död 26 juni 1911 i Helsingfors, var en finländsk pedagog. Hon betraktas som en pionjär inom undervisningen av funktionshindrade i Finland. 